# ブリティッシュ・エアウェイズ38便事故

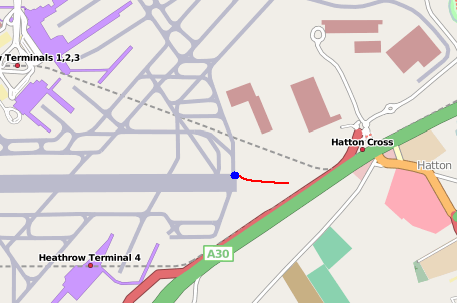
38便の接地を示した地図

ブリティッシュ・エアウェイズ38便不時着事故（ブリティッシュ・エアウェイズ38びんふじちゃくじこ、British Airways Flight 38）とは、2008年1月17日午後0時34分（現地時間）にイギリス、ロンドンのヒースロー空港で発生した航空事故である。

## 事故当日のBA38便
- 使用機材：ボーイング777-236ER
  - 機体記号：G-YMMM

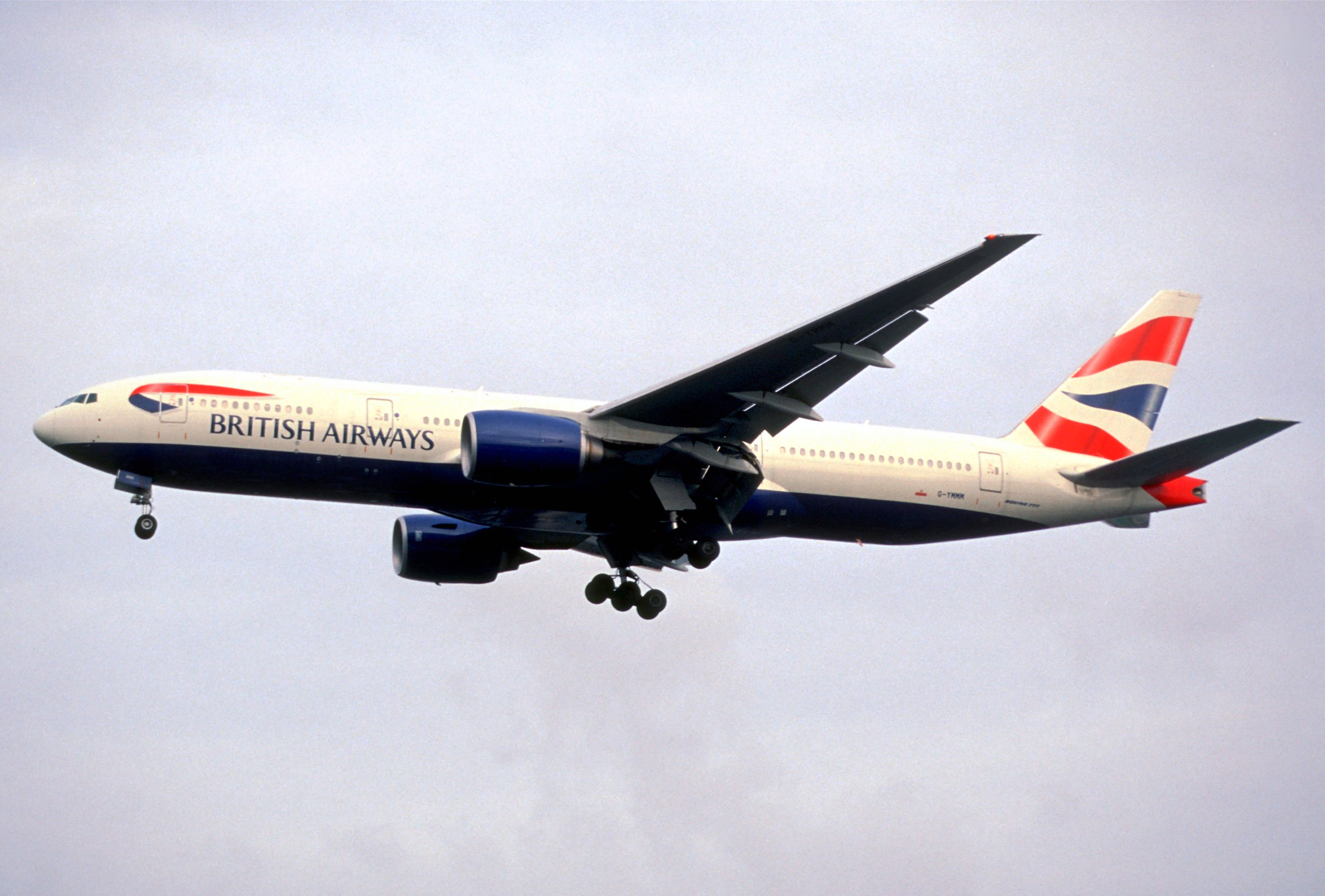
事故機のG-YMMM（2003年1月18日・ロンドン・ヒースロー空港にて撮影）

- 運航会社：ブリティッシュ・エアウェイズ（British Airways, 英国航空）
- コールサイン：スピードバード（Speedbird）38[1]
- フライトプラン：
中国・北京首都国際空港(PEK)発、イギリス・ロンドン・ヒースロー空港(LHR)行き
- 機長：Peter Burkill（43）
- 副操縦士：John Coward（41）
- 副操縦士：Conor Magenis（35）
- 搭乗者数：152人
  - 乗員：16人
  - 乗客：136人

## 事故の概要

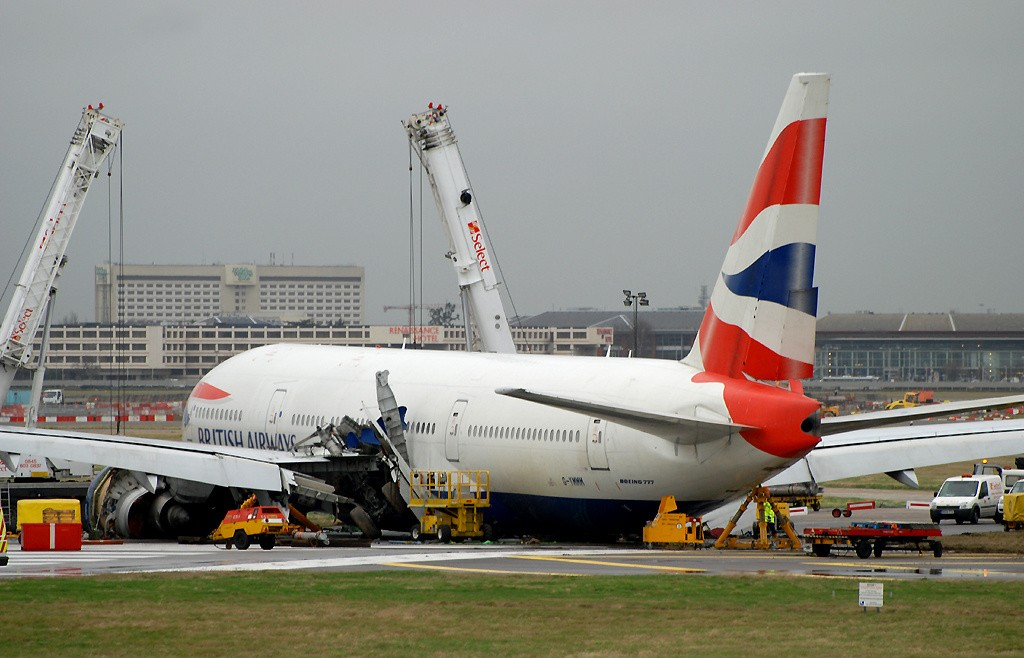
事故後の機体

2008年1月17日、中華人民共和国の北京首都国際空港からイギリスのロンドン・ヒースロー空港に向かっていたブリティッシュ・エアウェイズ38便はユーラシア大陸を横断する長距離飛行の後、着陸のため通常通り滑走路27LにILSアプローチを行っていた。この時の操縦は副操縦士が行なっており、それまで38便には何も異常はなかった。
しかし、38便は27L滑走路の手前2マイル (3.2 km)、高度600フィート (180 m)の地点からエンジンのスロットルへの反応が全く無くなった。そのため急激に高度を落とし、午後0時34分（現地時間及び協定世界時）に滑走路の手前300mの不整地へ墜落し、機体下部を地上に擦りながら滑走路直前で停止した。機体はその衝撃で右主脚が脱落し、左主脚が左主翼の付け根を破損させ、エンジン及び主翼から燃料が大量に漏れたが、火災は発生しなかった。着陸体制に入っていたため乗員乗客全員がシートベルトをしていたことと、その後の緊急脱出に成功したため死者は出なかった。墜落の衝撃などで乗客1人が脳震盪を負う重傷、乗員4人と乗客8人が軽傷を負った。
38便は墜落直前に、空港外周にあるA3一般道路のわずか6m上空を飛び越えたが、そこにはイギリス首相のゴードン・ブラウンが乗車していた車もあったという。
BBCは、同機は墜落前にエンジンが2基とも停止して滑空状態になっており、一歩間違えば大惨事になっていた可能性があったと報じた。この事故の発生時操縦していた副操縦士は、イギリスで英雄視された。
イギリスの航空事故調査部（AAIB）（en）が1月18日に出した初期報告では、パイロットからの聞き取りとフライトレコーダーの初期解析の結果判明したこととして、「飛行と進入は、滑走路27Lの最終段階に入るまで正常だった。墜落した位置から3.2km手前、高度183mで突然の強風に見舞われたため、自動スロットルが作動したがエンジンは反応せず、さらに自動スロットルが推力を増加しようとし、パイロットも手動でスロットル・レバーを動かしたが、このときもエンジンは何の反応も示さなかった。機体は減速し、滑走路手前の芝地に墜落した」としている。また、機長は墜落の直前に機体の抗力を減少させるため、咄嗟の判断でフラップを30から25に引き上げていた。この操作により機体が少しだけ長い間滑空し、ギリギリのところで滑走路手前まで到達することとなった。
38便の機長は記者会見で「公的機関による事故調査が進められているため公式にコメントしない」と表明したが、実際に操縦を担当していた副操縦士は「事故の直前最終アプローチの段階で機体に力がないことに気付いた」と話した。そのため機体は滑走路手前で接地し、機体が大破してしまったという。死者は出なかったが、ボーイング777としては1995年に就航して以来初めての機体が大破・全損する事故となった。低温環境での長時間飛行中に燃料管内で小粒の氷が生成され、エンジン出力を上げた時にその氷が1カ所で詰まり、燃料の流れが悪くなったのが原因とされる。

### 事故機の詳細
事故機となったG-YMMM（メーカー製造番号30314）は、ボーイング777の通算342号機で2001年5月18日に初飛行し、同年5月31日にブリティッシュ・エアウェイズに引き渡されたもの。エンジンはロールス・ロイスのトレント800型。ブリティッシュ・エアウェイズが受領している45機のボーイング777で42番目に受領した機体で、初飛行からまだ7年しか経っていない新鋭機であった。

## ヒースロー管制と航空機の交信記録
Heathrow Tower : Speedbird 38, Cleared to land 27L. The wind 210 at 10kts.
ヒースロータワー（以下タワーと表記）：スピードバード38、27Lへの着陸を許可する。風は方位210で10ノット。
BAW38 : Cleared to land 27L, Speedbird 38.
英国航空38便（以下38便と表記）：27Lへの着陸を許可、スピードバード38。
Heathrow Tower : Speedbird 229, after the landing company triple seven, cross 27L at Sierra Three.
タワー：スピードバード229、英国航空のトリプルセブンの着陸後、S3で滑走路27Lを通過せよ。
BAW229 : After the landing company triple seven, cross 27L at Sierra Three, Speedbird 229.
英国航空229便：トリプルセブンの着陸後、S3で滑走路27Lを通過する、スピードバード229。
SHT7W : Shuttle 7W.
英国航空（国内線）7W便（以下7W便と表記）：シャトル7W。
Heathrow Tower : Shuttle 7W hello, continue approach 27L. The wind is south-westerly at 10kts.
タワー：シャトル7W、こんにちは、27Lへの進入を継続せよ。風は南西、10ノット。
SHT7W : Continue, Shuttle 7W.
7W便：進入を継続する、シャトル7W。
BAW38 : Mayday, Mayday, Speedbird, Speedbird, 95 95.
38便：メーデー、メーデー、スピードバード、スピードバード、95、95...！
（衝撃音）
Heathrow Tower : Speedbird 229, Hold Position.
タワー：スピードバード229、停止せよ
Heathrow Tower : Aircraft accident, aircraft accident. The position is the threshold runway 27L, aircraft type is a triple seven(777), nature of problem is crash, aircraft has crashed. Rendezvous point is south.

タワー：航空事故発生、航空事故発生。事故発生点は滑走路27Lの手前、機種はボーイング777、問題種別は墜落。航空機が墜落した。南で事故が発生。
Heathrow Tower : Qatari 011...(混線により判読不能)
タワー：カターリ011…
BAW38 : This is the captain, this is an emergency. Evacuate, evacuate.
38便：こちら機長、緊急事態発生。脱出してください、脱出してください。
Heathrow Tower:Transmitted on ATC sir,fire services on the way.
タワー：交信先がATCになってますよ、消防隊が現場に向かっています。
Heathrow Tower : Qatari 011 go around,I say again go around,acknowledge?
タワー：カターリ011、着陸復行せよ。もう一度言います、着陸復行せよ。
QTR011 : Qatari 011, go around.
カタール航空11便：カターリ011、着陸復行する。
（消防班と交信）
Heathrow Tower : Speedbird 479, you with me?
タワー：スピードバード479、応答できますか？
BAW479 : Affirm, 479.
英国航空479便：はい、479。
Heathrow Tower : Speedbird 479, make a visual switch to 27R if you can now.
タワー：スピードバード479、可能ならば今すぐ滑走路を27Rに変更せよ。
（アプローチ管制を呼び出す）

## 事故原因

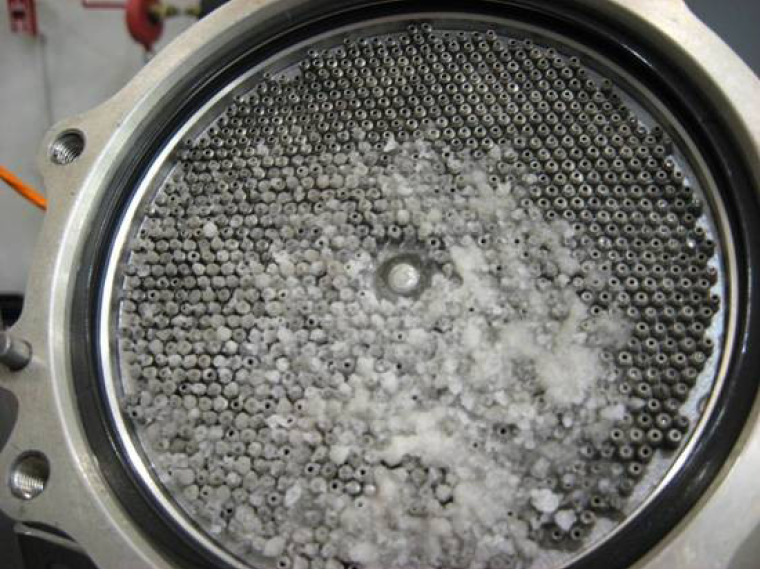
NTSBのレポートより引用したロールス・ロイスートレント800のFOHEに詰まった氷を実験により再現した写真。

事故原因として、当初はエンジン2基が同時に故障したためとの推測もあったが、搭載エンジンのトレント800は信頼性の高いエンジンであり、それが同時に故障するのは非常に確率が低いとされた。また機体制御システムのプログラムの暴走の結果という誤報道もあった。
ただ、このような事故が起きた一方で、機体はほぼ原形を留めていて、乗員乗客も全員無事だったため、当初、事故調査を行なっていた英国航空事故調査局（AAIB）の調査官たちは事故の原因をすぐに解明できると考えていた。

### 調査の難航
ところが、調査は予想よりも難航した。その理由として、調査官たちが当初に提起した可能性のある事故原因はどれもこれも当てはまらず、やがては燃料の汚染や、燃料タンクの目詰まり、さらには、小さなテープの切れ端と（製造された際に誰かが置き忘れたと思われる）プラスチック製のスクレイパーが左タンクから発見されて事故原因として疑われた。加えて、この事故の約2年半前（2005年8月1日）にマレーシア航空124便で発生した同型機のコンピュータの不具合までもが可能性として浮上したが、それらの仮説は結局全て否定され、一時は調査が行き詰まり、原因が判明するまでに1年近く掛かった。
それでも、AAIBは2008年9月に公表した中間報告で、燃料中の水分が凍結したことが事故の引き金になったとの見解を示した。それによると燃料供給システム内で氷が生成されエンジンに送られる燃料が制限されたというものである。ただし、この時点ではまだ推測の域を出ていなかった。

### 推測の裏付け
事故から約10ヶ月後の2008年11月26日、デルタ航空18便（ボーイング777）において発生した不具合が、中間報告の推測の裏付けとなった。この時のデルタ航空の777型機は、北京を出発し、アトランタへ向かう途中、高度3万9千フィートを航行中にエンジン一基の推力が38便と同様に反応しなくなった。ただし、この時は高度が高かったため、パイロットはエンジンを数秒間アイドリングさせた。これによって燃料供給システム内の氷が解け、無事にハーツフィールド・ジャクソン・アトランタ国際空港へ着陸できた。
そして、調査官たちも、このデルタ航空での不具合と、38便での事故を再現した結果、推測が正しかったことが判明した。

### 結論
その後、NTSB（アメリカ国家運輸安全委員会）により2009年3月11日、トレント800に重大な欠陥（先述の氷結した氷が燃料パイプで詰まり供給が制限される不具合）があるとして、緊急改善勧告が出された。
2010年2月に公表された最終報告で、AAIBは事故の原因として飛行中に燃料供給システム内で燃料中の水分が凝固し、FOHE（燃料/オイル熱交換器）に詰まり、エンジンに供給される燃料が制限され、両方のエンジンの推力が減少したためとしている。氷の生成は、この航空機が低温の環境、かつ燃料流量が少ない状況で長時間飛行を行なううちに燃料供給システム内で起きたと考えられ、着陸アプローチ中に突然自動スロットルが燃料供給を一気に増量した結果、燃料供給システムに溜まっていた氷がFOHEに殺到した事で燃料供給が滞り墜落に至った。
しかも、デルタ航空機の場合では高度を利用した対処が可能だった一方で、着陸直前の500フィート (150 m)以下を飛んでいた38便では、高度を利用しての回復という手段が使えない最悪のタイミングでこのトラブルが発生した。そのため、38便の事故の被害が機体の全損だけで済んだのは不幸中の幸いであった。
また、報告書では、機長が墜落の直前でフラップを操作したことが、乗員乗客全員の生存に繋がったことも明記されている。もしもこの操作が無かった場合、機体は滑走路手前の道路や市街地に墜落し、大惨事に発展していたことがレコーダーの記録から明らかになっている。

## 事故再発防止対策
事故再発防止対策として、運航マニュアルの変更及びFOHEの設計変更と交換がNTSBにより推奨されボーイング社及びロールス・ロイス社が対応している。

## この事故を扱った番組
- メーデー!:航空機事故の真実と真相 第8シーズン第2話「THE HEATHROW ENIGMA」
- 世界衝撃映像100連発 シャーロック・ホームズが解いた墜落の謎（TBSテレビ系列・2023年6月28日）